# Vibe
„Vibe” – amerykański magazyn muzyczny założony przez Quincy'ego Jonesa w 1993 roku. Publikacja poświęcona jest przede wszystkim artystom hip-hopowym i R&B.